# Леукип
Леукип (грч. Λεύκιππος) је у грчкој митологији било име више личности, али је и име једног од оснивана атомистичке филозофије Леукипа из Елеје.

## Митологија
- Један од ловаца на Калидонског вепра, према Овидију и Хигину. Био је Хипоконтов син и он је отерао Икарија и Тиндареја из Лакедемоније како би сам постао краљ те области.[2]
- Син Перијера и Горгофоне, отац Хилере и Фебе (Леукипида), касније удате за Диоскуре и Арсиноје, Асклепијеве мајке.[3] Био је краљ Месеније.[4]
- Према Аполодору, син Херакла и Еурителе, Теспијеве кћерке.[3]
- Син краља Еномаја из Пизе, који се заљубио у Дафну, па да би био у њеном друштву, пустио је косу и преобукао се у женске хаљине. То је морао да уради, јер му је била позната њена одбојност према мушкарцима. Пошто је Дафна показала изузетну наклоност према „дошљакињи“, то је изазвало Аполонову љубомору. Зато је Аполон подстакао Дафну да се са другарицама, нимфама, окупа у реци Ладон. Нимфе су приморале и Леукипа да свуче хаљине и да уђе у реку и тако су откриле превару. Због тога су га изболе копљима и ножевима.[4]
- Туримахов син, који је одгајио дете своје кћерке Калхиније. Према Паусанији, по његовој смрти, предао је престо Сикиона свом унуку Перату.[3]
- Син Лампара и Галатеје, који је рођен као девојчица. Лампар је толико силно желео наследника да је запретио супрузи да ако роди девојчицу, убиће дете. Галатеја је родила девојчицу и по савету пророка, али и снова, однеговала ју је као дечака, чак му доделивши и мушко име. Њена превара је годинама успевала, али када више није могла да се сакрије, замолила је богињу Лету да јој помогне. Лето се одазвала њеним молбама и претворила девојчицу у дечака. Због тога су становници Феста приносили жртву Лети Створитељки.[4]
- Диодор је писао да је Леукипа послао Макар, краљ Лезба, на Род како би тамо основао колонију.[3]
- Белерофонтов потомак, Ксантијев син, описан као младић склон невољама. Он се био заљубио у своју сестру и уз мајчину помоћ, а без знања оца, остварио са њом љубавну везу. Када је отац покушао да проникне у дешавања, убио је своју кћерку, али случајно, мислећи да убија онога ко ју је завео. У конфузији која је настала, Леукип је убио свог оца. Касније је Леукипа Адмет послао у Феру како би основао колонију. Док је он опседао град, у њега се заљубила Леукофрија, која је издала народ свог оца како би помогла Леукипу.[3]
- Према Плутарху, син Пемандера и Танагре, кога је отац несрећним случајем убио хитнувши камен на њега док је гађао Поликрита који му се подсмевао.[3]
- Син Еурипила и Хелијаде Стеропе, Ликаонов брат.[4]